# Muharrem Fejzo
Muharrem Fejzo est un réalisateur albanais, occasionnellement scénariste, né à Kolonjë (Albanie) le 24 mai 1933 et mort le 22 novembre 2020.

## Biographie
Le cinéaste est également peintre et sculpteur.

## Filmographie sélective (en tant que réalisateur)
- 1970  Montatorja
- 1972  Kapedani, en collaboration avec Fehmi Oshafi
- 1973  L'Opération Feu (Operacioni zjarri)
- 1974  Shpërthimi
- 1976  Fijet që priten
- 1977  Guna mbi tela
- 1978  Pranverë në Gjirokastër
- 1979  Mësonjëtorja
- 1980  Mëngjese të reja
- 1983  Një emër midis njerëzve
- 1985  Pranverë e hidhur
- 1987  Binarët
- 1989  Muri i gjallë